# Euselasia leucon
Euselasia leucon is een vlindersoort uit de familie van de prachtvlinders (Riodinidae), onderfamilie Euselasiinae.
Euselasia leucon werd in 1913 beschreven door Schaus.